# Шелестов, Сергей Владимирович
Серге́й Вячеславович Ше́лестов (род. 25 мая 1971, Таловая, Воронежская область) — профессиональный культурист IFBB, мастер спорта международного класса по культуризму. До Сергея квалифицироваться на «Мистер Олимпия» удавалось лишь Александру Федорову (2005-й год).

## Увлечения в юности
Во времена юности Сергея бодибилдинг в СССР был в новинку, а потому Сергей увлекся именно этим видом спорта несколько позже, чем это обычно случается у звезд. Но, несмотря на это, Шелестов с детства отличался пристрастием к спорту и рос крепким парнем. В школе он играл в футбол и серьезно увлекался борьбой. В старших классах Сергей начал заниматься легкой атлетикой и много времени проводил в тренажерном зале. Его интерес к силовым видам спорта стал возрастать. Шелестов самостоятельно отыскивал методическую литературу, осваивал программы по развитию отдельных видов мышц и всерьез занялся пауэрлифтингом. Кроме того, спортсмен в своё время выполнил норматив кандидата в мастера спорта по данному виду спорта.

## Начало карьеры культуриста
Его первое неофициальное соревнование в качестве культуриста пришлось на годы службы в армии. Проводился местный чемпионат, где Сергей занял почетное место. Тогда Шелестов понял, что бодибилдинг ему ближе всего и решил вплотную им заняться. В 1993 году, уже на турнире по версии НАББА, он стал 3-м, уступив первое место Сергею Огородникову.
Через год Шелестов уволился с воинской службы и вместе с женой Ириной переехал в Москву. В столице он очень скоро познакомился известным тренером Михаилом Головневым, который впоследствии стал не только его тренером, менеджером и промоутером, но и близким другом. Жить в Москве для парня из глубинки без соответствующего образования и работы было не просто, а потому за несколько лет Сергей успел сменить несколько профессий, начиная от охранника, заканчивая персональным тренером. Долгое время Сергей проработал в фитнесс-клубе Рейн в Кунцевском районе Москвы .
Однако все это время он продолжал усиленно тренироваться и регулярно принимал участие в российских состязаниях по бодибилдингу, причем не всегда успешно. Известность и успех пришли к нему лишь в 1998 году, когда Сергей выиграл кубок России, а затем и Любительский Чемпионат Мира. Осенью того же года он стал абсолютным чемпионом России.

## Профессиональная карьера
В 2001 году Шелестов получил про-карту и принял участие в двух профессиональных турнирах. В 2001 году Сергей занимает 11 место на соревновании гран при Англии. С этого можно сказать начинается его профессиональная карьера. В 2006 он был 3 на гран при в Румынии. Затем в его карьере наступил перерыв вплоть до середины 2000-х годов. Связан он был с бытовыми проблемами: необходимо было как следует обустроиться в Москве, решить вопросы с жильем и иные финансовые трудности. Все это время Сергей продолжал заниматься и не только не потерял свою форму, но и стал значительно сильнее.
В 2006 он вновь получил про-карту (старая была аннулирована) и стал участником нескольких Про-турниров.
В 2007 году Сергей Шелестов выступает на таких престижных конкурсах как «Арнольд Классик» (15 место), «Мистер Олимпия» (16 место) и Айронмен Про 2007 (16 место). Лучшим результатом спортсмена было 8 место в Арнольд Классик, после этого выступления он стал 26 в рейтинге мужчин профессионалов IFBB по бодибилдингу 2009 года.
На сегодняшний день Сергей Шелестов продолжает представлять Россию на мировых про-турнирах по бодибилдингу и является одним из лучших российских культуристов.

## Достижения в культуризме (Бодибилдинге)
| Достижение                            | Год                     |
| ------------------------------------- | ----------------------- |
| Бронзовый призёр Гран-при Румынии     | 2006                    |
| Серебряный призёр Гран-при «Айронмэн» | 2005                    |
| Победитель Гран-при Екатеринбурга     | 2005                    |
| Победитель Гран-при Коми              | 2000                    |
| Чемпион мира по культуризму           | 1998                    |
| Чемпион Европы по культуризму         | 1998                    |
| Чемпион России по культуризму         | 1998                    |
| Чемпион Москвы по культуризму         | 1995 — 1998, 2000, 2005 |

### Про-турниры
| Год  | Турнир                      | Место                                     |
| ---- | --------------------------- | ----------------------------------------- |
| 2012 | Мистер Европа Про           | -                                         |
| 2012 | Фибо Пауэр Про              | 3                                         |
| 2011 | Арнольд Классик Европа 2011 | 11                                        |
| 2011 | Мистер Европа Про           | 7                                         |
| 2011 | Арнольд Классик             | 11                                        |
| 2010 | Мистер Европа Про           | 9                                         |
| 2010 | Нью-Йорк Про 2010           | 11                                        |
| 2010 | Арнольд Классик             | 13                                        |
| 2009 | Нью-Йорк Про                | 9                                         |
| 2009 | Орландо Про, Шоу чемпионов  | 4                                         |
| 2009 | Арнольд Классик             | 8                                         |
| 2008 | Гран При Румыния            | 4                                         |
| 2008 | Мистер Олимпия              | 17                                        |
| 2008 | Гран При Новая Зеландия     | 4                                         |
| 2008 | Гран При Австралия          | 7                                         |
| 2007 | Айронмен Про                | 16                                        |
| 2007 | Мистер Олимпия              | 16                                        |
| 2007 | Арнольд Классик             | 15                                        |
| 2007 | Сакраменто-Про              | 12                                        |
| 2006 | Гран При Румыния            | 3                                         |
| 2006 | Санта-Сусанна Про           | 7                                         |
| 2001 | Гран При Новая Зеландия     | дисквалифицирован                         |
| 2001 | Гран При Англия             | 11                                        |
| 2000 | Чемпионат Мира любительский | дисквалифицирован в категории Тяжелый вес |
| 1998 | Чемпионат Мира любительский | 1 в категории Тяжелый вес                 |
| 1997 | Чемпионат Мира любительский | 8 в категории Тяжелый вес                 |
| 1997 | Гран При Россия             | 10                                        |

## Достижения впауэрлифтинге
В 2000 году Сергей Шелестов стал чемпионом Москвы по пауэрлифтингу и занял второе место на чемпионате России по пауэрлифтингу. В 2000 году он установил рекорды в жиме лёжа — 250 кг и в приседании со штангой — 365 кг.

## Антропометрические данные
| Данные         | Сантиметры |
| -------------- | ---------- |
| Рост           | 181        |
| Шея            | 46         |
| Бицепс         | 50         |
| Грудная клетка | 138        |
| Талия          | 96         |
| Бедро          | 72         |
| Голень         | 48         |